# Bão Podul (2019)
Bão nhiệt đới Podul (theo cách gọi của Việt Nam: Bão số 4) là cơn bão thứ 12 của mùa bão Tây Bắc Thái Bình Dương 2019, hình thành vào ngày 25 tháng 8. Podul tiến vào Biển Đông ngày 28 tháng 8 và đổ bộ vào tỉnh Hà Tĩnh, Quảng Bình ngày 30 tháng 8.

## Cấp bão
Cấp bão (Việt Nam): Cấp 9 – bão nhiệt đới
Cấp bão (Hoa Kỳ): 35 kts – bão nhiệt đới
Cấp bão (Nhật Bản): 45 kts – bão nhiệt đới. Áp suất 992 hPa (mBar)
Cấp bão (Hàn Quốc): 24 m/s – 86,4 km/h - bão yếu
Cấp bão (Hồng Kông): 85 km/h – bão nhiệt đới
Cấp bão (Bắc Kinh): 25 m/s (90 km/h) – bão nhiệt đới
Cấp bão (Philippines): Bão nhiệt đới
Cấp bão (Đài Loan): 23 m/s - 45kts – bão yếu

## Lịch sử khí tượng
Vào ngày 25 tháng 8, Cơ quan Khí tượng Nhật Bản bắt đầu theo dõi áp thấp nhiệt đới gần Ifalik. Vào ngày hôm sau, PAGASA đã đặt tên cho cơn bão là Jenny và Trung tâm Cảnh báo Bão Liên hợp đã chỉ định cơn bão là 13W. Vào ngày 27 tháng 8, hệ thống này đã tăng cường trở thành một cơn bão nhiệt đới và được đặt tên là Podul. Podul đã đổ bộ tại Casiguran, Aurora lúc 10:40 chiều giờ địa phương.
- Ngày 28 tháng 8: Vào 4:00 UTC+7 vị trí tâm bão Podul ở vào khoảng 16,9 độ vĩ bắc và 119,5 độ kinh đông. Vùng gần tâm bão, sức gió mạnh nhất đạt cấp 8, tức là từ 60 –75 km/giờ), giật cấp 10.[2]
- Ngày 29 tháng 8: Vào  7:00 UTC+7, vị trí tâm bão ở vào khoảng 17,4 độ Vĩ Bắc; 111,6 độ Kinh Đông, trên khu vực phía Bắc quần đảo Hoàng Sa, cách đất liền các tỉnh Nghệ An - Quảng Bình khoảng 550 km về phía Đông. Sức gió mạnh nhất vùng gần tâm bão mạnh cấp 9 (75 – 90 km/giờ), giật cấp 11. Bán kính gió mạnh cấp 6, giật cấp 8 trở lên khoảng 120 km tính từ tâm bão.[3]

10:00 UTC+7, vị trí tâm bão ở vào khoảng 17,6 độ Vĩ Bắc; 110,8 độ Kinh Đông, cách đảo Hải Nam 130 km về phía Đông Nam, cách đất liền các tỉnh Nghệ An-Quảng Trị khoảng 460 km về phía Đông. Sức gió mạnh nhất vùng gần tâm bão mạnh cấp 9 (75–90 km/giờ), giật cấp 11. Bán kính gió mạnh cấp 6, giật cấp 8 trở lên khoảng 120 km tính từ tâm bão.
13:00 UTC+7, vị trí tâm bão số 4 ở vào khoảng 17,6 độ Vĩ Bắc; 109,8 độ Kinh Đông, ngay ở phía Nam đảo Hải Nam, cách đất liền các tỉnh Nghệ An - Quảng Bình khoảng 350 km về phía Đông. Sức gió mạnh nhất vùng gần tâm bão mạnh cấp 9 (75 – 90 km/giờ), giật cấp 11. Bán kính gió mạnh cấp 6, giật cấp 8 trở lên khoảng 120 km tính từ tâm bão.
16:00 UTC+7, vị trí tâm bão ở vào khoảng 17,7 độ Vĩ Bắc; 109,3 độ Kinh Đông, ngay ở phía Nam đảo Hải Nam, cách đất liền các tỉnh Nghệ An-Quảng Trị khoảng 300 km về phía Đông. Sức gió mạnh nhất vùng gần tâm bão mạnh cấp 9 (75–90 km/giờ), giật cấp 11. Bán kính gió mạnh cấp 6, giật cấp 8 trở lên khoảng 120 km tính từ tâm bão. Cảnh báo gió mạnh trên biển: Từ tối nay (29/8), ở Nam Vịnh Bắc Bộ có gió mạnh cấp 7-8, vùng gần tâm bão đi qua cấp 9, giật cấp 12. Từ đêm nay (29/8), ở vùng biển ngoài khơi các tỉnh từ Thanh Hóa đến Quảng Trị có gió mạnh cấp 6-7, vùng gần tâm bão đi qua mạnh cấp 8-9, giật cấp 11. Sóng biển cao từ 2-4m, vùng gần tâm bão sóng biển cao 3-5m, biển động rất mạnh. Vùng ven biển các tỉnh Thanh Hóa-Quảng Bình nước dâng do bão cao từ 0,5-1,0m.
19:00 UTC+7, vị trí tâm bão ở vào khoảng 17,5 độ Vĩ Bắc; 108,5 độ Kinh Đông, cách đất liền các tỉnh Hà Tĩnh-Quảng Trị khoảng 170 km về phía Đông. Sức gió mạnh nhất vùng gần tâm bão mạnh cấp 9 (75–90 km/giờ), giật cấp 11. Bán kính gió mạnh cấp 6, giật cấp 8 trở lên khoảng 120 km tính từ tâm bão.
Cấp độ rủi ro thiên tai: cấp 3
- Ngày 30 tháng 8: Vào 4:00 UTC+7, vị trí tâm áp thấp nhiệt đới ở vào khoảng 17,6 độ Vĩ Bắc; 106,1 độ Kinh Đông, trên đất liền phía Tây tỉnh Quảng Bình. Sức gió mạnh nhất vùng gần tâm áp thấp nhiệt đới mạnh cấp 6 - 7 (40 – 60 km/giờ), giật cấp 8. Bán kính gió mạnh cấp 6, giật cấp 8 khoảng 80 km tính từ tâm áp thấp nhiệt đới và dần suy yếu. Do ảnh hưởng của bão, ở vùng biển các tỉnh từ Nghệ An đến Quảng Trị đã có gió mạnh cấp 8 - 9, giật cấp 10; trên đất liền ven biển các tỉnh từ Nghệ An đến Quảng Trị có gió mạnh cấp 6 - 7, vùng gần tâm bão đi qua cấp 8, giật cấp 9. Ở các tỉnh từ Nghệ An đến Thừa Thiên - Huế có mưa to đến rất to (100 – 250 mm).[7]

## Hình ảnh

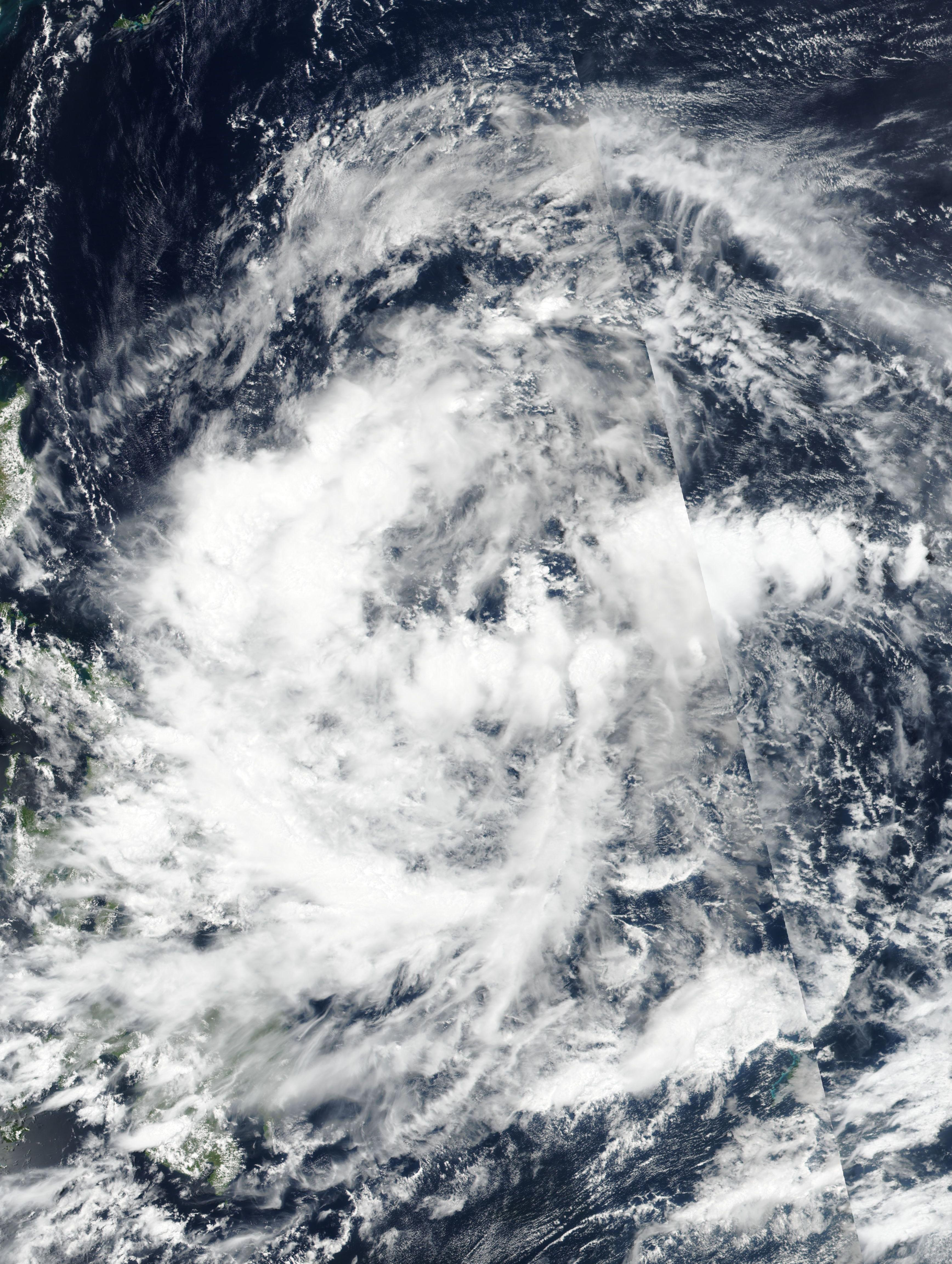
Bão Podul ngày 26 tháng 8
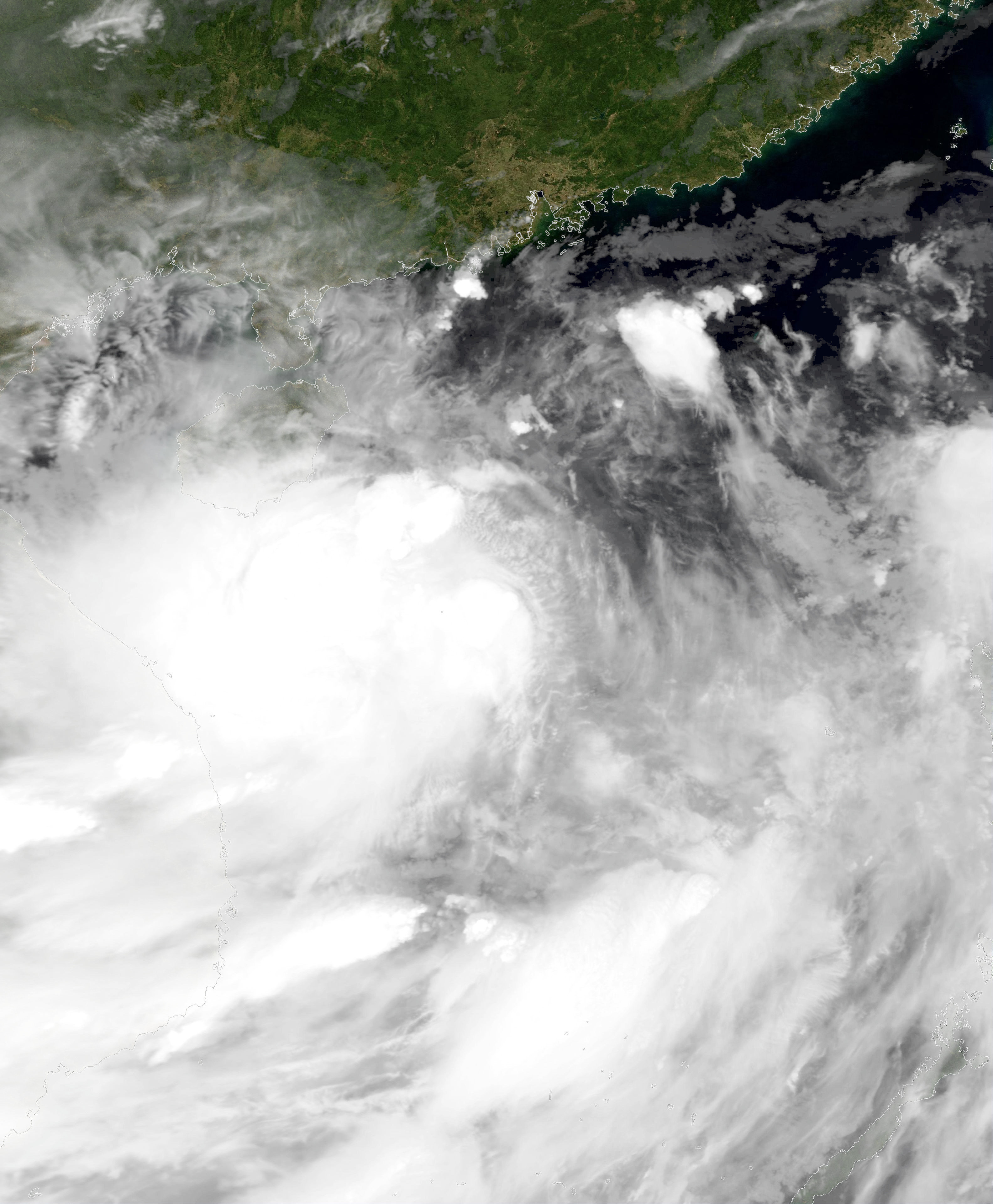
Bão Podul ngày 28 tháng 8
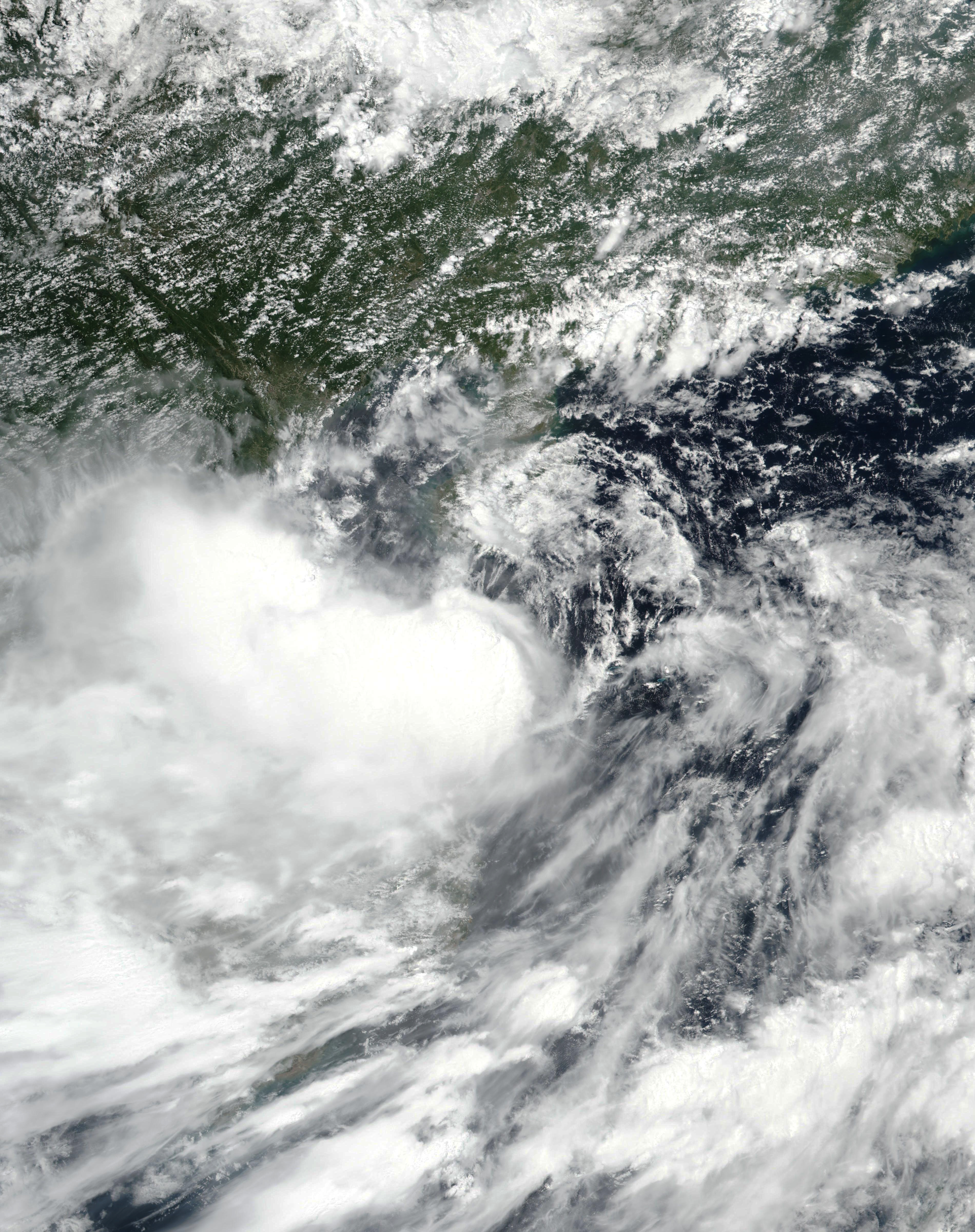
Bão Podul ngày 29 tháng 8
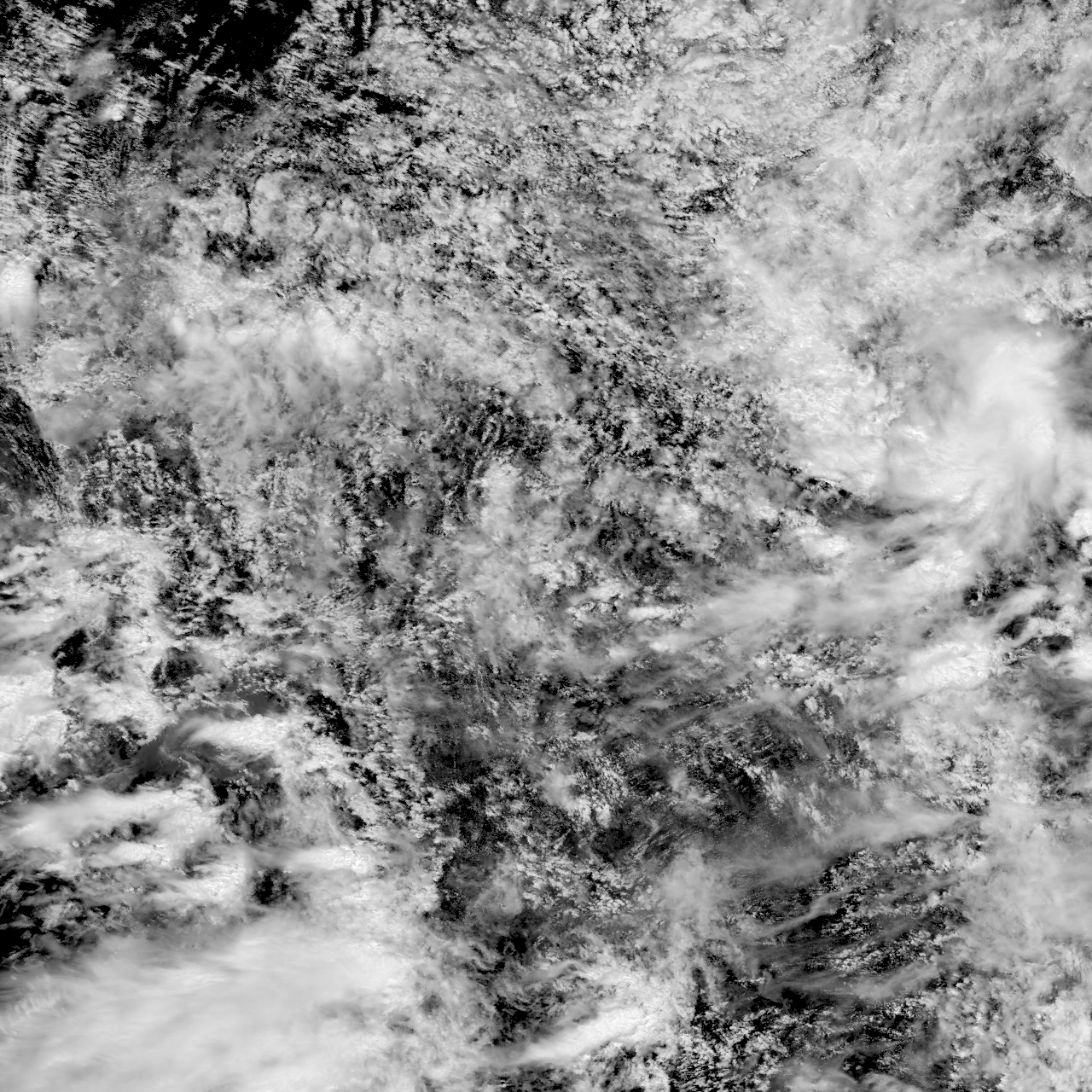
Bão Podul ngày 30 tháng 8